# Pável Richagov
Pável Vasílievich Richagov  (en ruso: Павел Васильевич Рычагов; Nizhnie Lijobory, 2 de enero de 1911 - Kúibyshev, 28 de octubre de 1941) fue un as de la aviación de la Unión Soviética. Participó en la guerra civil española junto al bando republicano, contabilizando veinte derribos a los mandos de un Polikarpov I-15.
Tras la guerra española continuó su progresión en el Ejército Rojo, alcanzando el grado de Teniente General y Comandante de la Fuerza Aérea de la Unión Soviética, siendo nombrado Héroe de la Unión Soviética y condecorado con la Orden de Lenin, pero al inicio de la Segunda Guerra Mundial, y como consecuencia de algunas desavenencias con Stalin, fue ejecutado sin juicio junto a su esposa y otros 16 altos oficiales del ejército soviético.

## Biografía

### Infancia y juventud
Pável Richagov nació en Nizhnie Lijobory (actualmente integrada en Moscú), en el Imperio ruso, el 2 de enero de 1911. En 1928 se unió al Ejército Rojo, pasando los dos primeros años en la Academia Aérea de Leningrado. En 1931 ingresó en la 2.ª Academia Militar de pilotos en Borisoglebsk.
Después sirvió durante cinco años como piloto de combate regular, antes de ser nombrado comandante del 109.º Escuadrón de Combate de la Brigada de Aviación de Combate en el distrito militar de Kiev. Era ya considerado un piloto experimentado y un comandante prometedor. En enero de 1936, fue galardonado con la Orden de Lenin por su servicio ejemplar.

### Guerra civil española

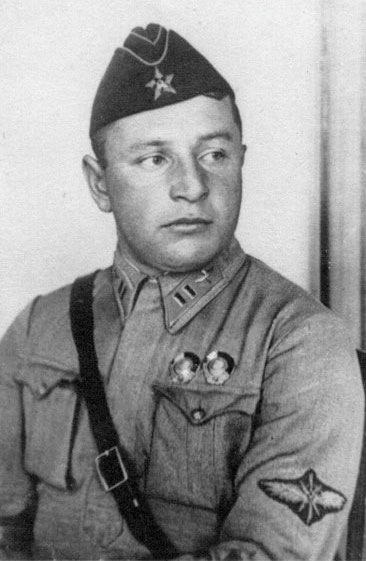
Richagov en una imagen del periódico "Socialist Yakutia" n.º 32 (4389) de 9 de febrero de 1938.

En octubre de 1936, se trasladó a España con el primer grupo de voluntarios que se alistaron para luchar en la guerra civil española junto al bando republicano, que llegaron el 20 de octubre, y utilizando el nombre de guerra de Pablo Palancar (rychag en ruso significa palanca). Fue puesto al mando de un regimiento de combate de tres escuadrillas de Polikarpov I-15 (chatos) en el sector de Madrid. El 6 de noviembre derribó sus primeros cazas enemigos, y el 16 de noviembre fue alcanzado por un aparato de la Aviación nacional, pero consiguió saltar en paracaídas. El 31 de diciembre de 1936 fue condecorado con la Estrella de Oro de Héroe de la Unión Soviética. Durante su participación en la guerra civil, consiguió acreditar 20 derribos de aviones enemigos, y 40 su escuadrilla.
Rychagov salió de España el 6 de febrero de 1937 con 105 horas de vuelo registradas en su diario durante su estancia en el país. A su retorno a la Unión Soviética, fue ascendido a mayor, y posteriormente promovido a brigadier general con solo 26 años.
En diciembre de ese año estuvo al mando del primer grupo de voluntarios que llegaron a China para participar en la segunda guerra sino-japonesa, donde permaneció hasta abril de 1938. En el verano de ese año pasó a dirigir un grupo de unidades de la Fuerza Aérea Soviética durante el conflicto fronterizo soviético-japonés.
En diciembre de 1939 fue ascendido a Mayor General; también fue nombrado Comandante del 9.º Ejército de la Fuerza Aérea. Dirigió operaciones en la Guerra de Invierno contra Finlandia. El 28 de agosto de 1940 se convirtió en comandante de la Fuerza Aérea Soviética (en sustitución de Yákov Smushkévich). Permaneció en el puesto hasta el 14 de abril de 1941. A mediados de junio, Rychagov se quejó amargamente a Stalin de la poca fiabilidad de los aparatos con los que operaba. Este hecho es considerado por la historiografía su sentencia de muerte.

### Muerte y rehabilitación
El 24 de junio de 1941, la NKVD (policía secreta de Stalin) inició una gran purga en la Fuerza Aérea Soviética bajo la acusación de que se planeaba un golpe de Estado y la muerte del propio Stalin. Agentes de la NKVD torturaron a varios miembros del cuerpo con el fin de forzar una confesión. Como las tropas alemanas se encontraban ya demasiado cerca de Moscú, la NKVD ejecutó debido a la falta de transporte a 300 oficiales de alto rango en la prisión de Lubianka, mientras que otros 18 altos mandos (entre ellos Richagov y su esposa, la mayor María Nesterenko), fueron evacuados a Kúibyshev, donde fueron ejecutados sin juicio el 28 de octubre de 1941.
En 1954 los Richagov fueron absueltos de todos los cargos y rehabilitados.

## Condecoraciones
- Héroe de la Unión Soviética (31 de diciembre de 1936, Medalla Estrella de Oro n.º 86);
- Orden de Lenin, dos veces (25 de mayo de 1936, 31 de diciembre de 1936);
- Orden de la Bandera Roja, tres veces (18 de marzo de 1938, 25 de octubre de 1938, 21 de mayo de 1940);
- Medalla del 20.º Aniversario del Ejército Rojo de Obreros y Campesinos (22 de febrero de 1938).